# Barawa Chef
Barawa Chef est une localité du Cameroun située dans la commune de Moutourwa, le département du Mayo-Kani et la Région de l'Extrême-Nord, au pied des monts Mandara, à proximité de la frontière avec le Tchad.

## Population
Barawa Chef comptait 241 habitants, dont 113 hommes et 128 femmes, lors du dernier recensement de 2005.

## Climat
Climat : tropical. Type selon Classification de Köppen : Aw. Température annuelle moyenne : 27,5 °C. Précipitations annuelles moyennes : 859 mm.